# Firefox Monitor
Firefox Monitor là một dịch vụ trực tuyến được phát triển bởi Mozilla, được công bố vào tháng 6 năm 2018 và ra mắt vào ngày 25 tháng 9 cùng năm. Nó thông báo cho người dùng nếu địa chỉ email và mật khẩu sử dụng của họ bị rò rỉ trong các vụ xâm phạm dữ liệu, sử dụng cơ sở dữ liệu được cung cấp bởi Have I been Pwned? (HIBP) và làm việc với người tạo ra HIBP, Troy Hunt.